# Какенталды
Какенталды (каз. Какенталды, до 199? г. — Комсомол) — село в Зайсанском районе Восточно-Казахстанской области Казахстана. Входит в состав Шиликтинского сельского округа. Код КАТО — 634649300.

## Население
В 1999 году население села составляло 249 человек (140 мужчин и 109 женщин). По данным переписи 2009 года, в селе проживало 115 человек (65 мужчин и 50 женщин).